# Pseudopyrota
Pseudopyrota là một chi bọ cánh cứng trong họ Meloidae.
Chi này được miêu tả khoa học năm 1959 bởi Kaszab.

## Các loài
Các loài trong chi này gồm:
- Pseudopyrota ephemeris Selander, 1990
- Pseudopyrota lyttomeloides Selander, 1990
- Pseudopyrota riojanensis Pic, 1916
- Pseudopyrota sanguinithorax (Haag-Rutenberg, 1880)